# سامسونج كيز
سامسونج كيز (بالإنجليزية : Samsung Kies) برنامج من شركة سامسونج يستخدم للاتصال بين أجهزة سامسونج التي تعمل بنظام أندرويد والحواسيب التي تعمل بنظام ويندوز أو نظام ماكنتوش ويتم التوصيل غالباً عبر كيبل يو إس بي مع أنه من الممكن الاتصال لاسلكياً
و يأتي هذا البرنامج في نسختين نسخة كاملة (Kies) ونسخة بسيطة (Kies Lite) والتي تستخدم لتحديث الأجهزة فقط
عند الاتصال اللاسلكي يجب أن تكون الأجهزة متصلة عن طريق واي فاي وليس 2G أو جيل ثالث أو جيل رابع ويجب أن تكون جميع الأجهزة متصلة بشبكة الواي فاي ذاتها
و يمكنك تحميل برنامج Kies عبر موقع الويب الخاص بسامسونج

## بعض استخداماته
- النسخ الاحتياطي للبيانات
- ترقيات للنظام
- نقل الوسائط (صور , فيديو , صوت) والبيانات بين الحاسوب والهاتف الذكي
- الحصول على ميزات إضافية أو جهاز خاص

## رابط الموقع
سامسونج كيز